# Faravahar

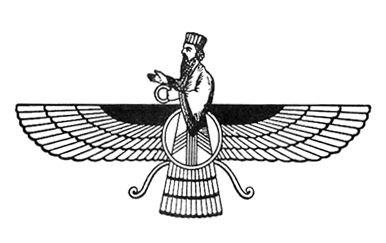
Faravahar

De Faravahar (Perzisch: فروهر) is een symbool van het Zoroastrisme, de staatsreligie van het oude Iran. Dit religieus-culturele symbool is gebruikt door de Pahlavidynastie om de Iraanse natie te vertegenwoordigen.
De naam Faravahar is afgeleid van het avestische Firavarti. Fara of Fira betekent vliegen of hij die vliegt. Vahar of varti betekent keuze van het goede of de goede Geest kiezen. De volledige naam betekent iets als: de gekozen goede Geest, die vliegt.
Alle onderdelen van het symbool, een soort adelaargod, hebben een betekenis: 
- De oude man in het midden staat voor wijsheid. Met zijn rechterhand wijst hij de weg vooruit.
- In zijn linkerhand houdt hij een ring, die staat voor trouw.
- De twee vleugels hebben drie geledingen: ze staan voor goede gedachten (Humata), goede woorden (Hukata) en goede daden (Huvarashta), de drie beginselen waaraan de mens zich dient te houden om de goede kant van Ahura Mazda (De Wijze Heer) te kiezen.
- De ring tussen beide vleugels staat voor het universum, dat zonder begin of einde is.
- De drie geledingen van de staart  bestaan uit slechte gedachten, slechte woorden en slechte daden.
- De krullen staan voor positieve en negatieve krachten.

## Afbeeldingen

Faravahar in Persepolis
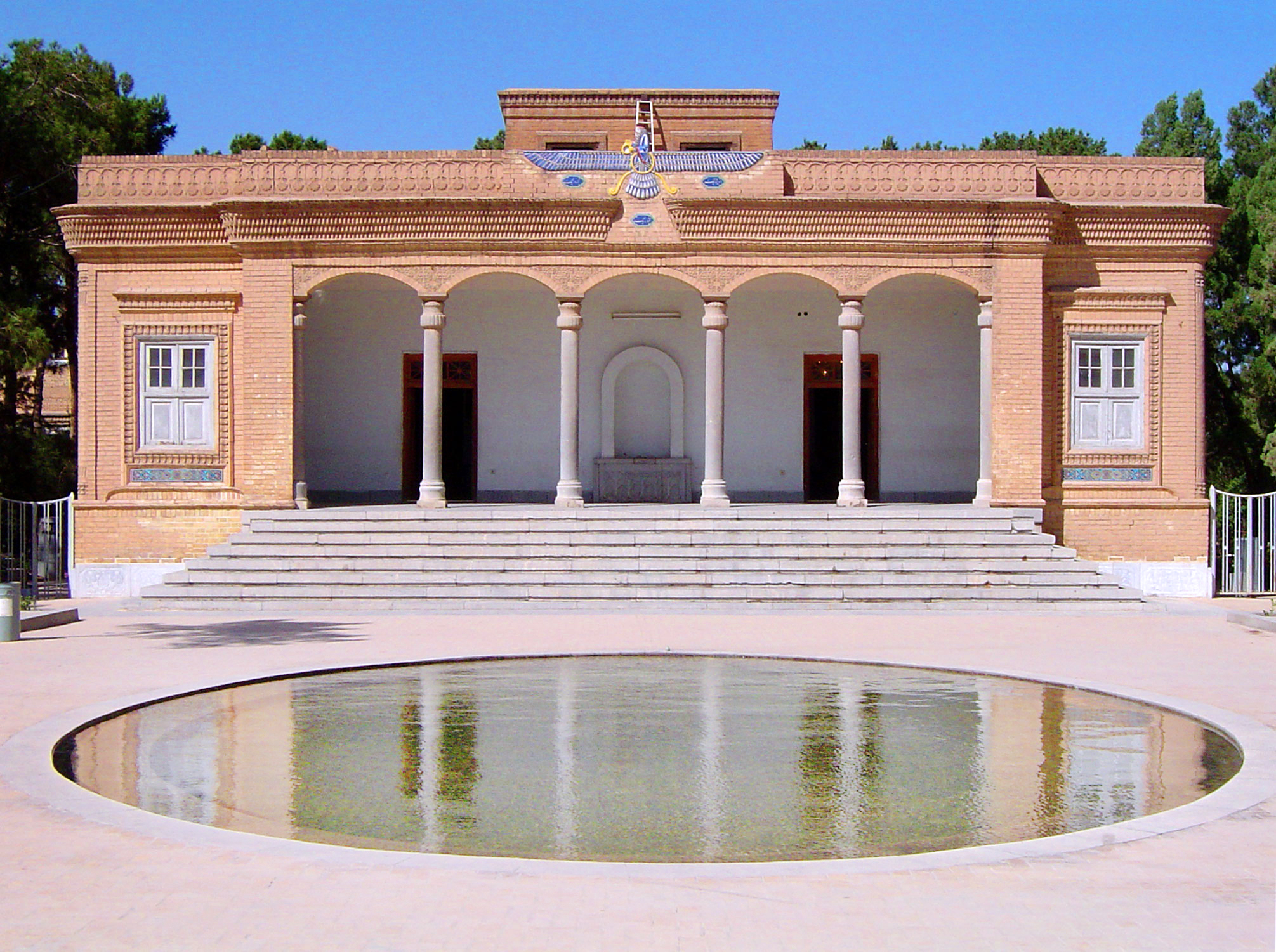
Vuurtempel in Yazd
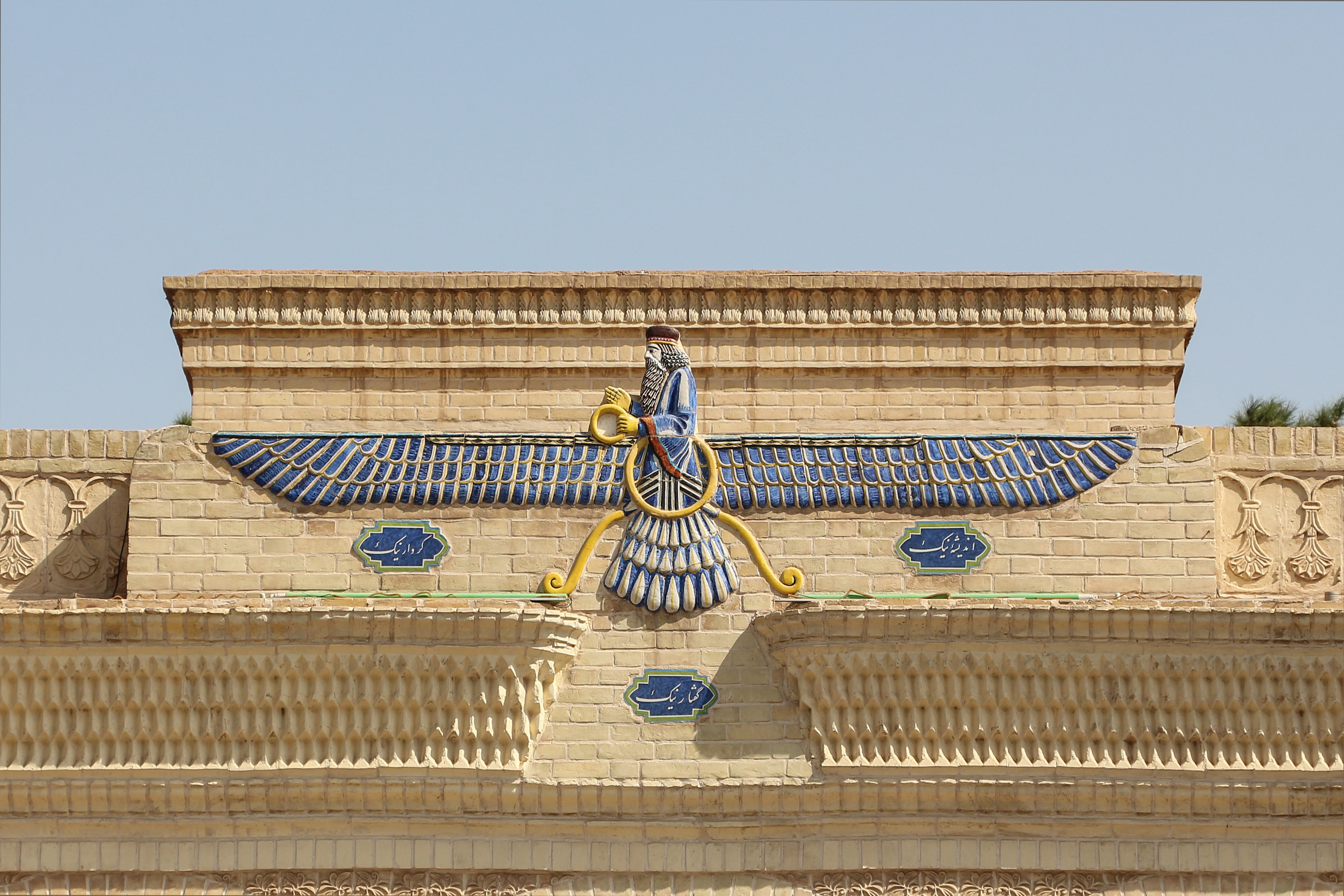
Vuurtempel, detail
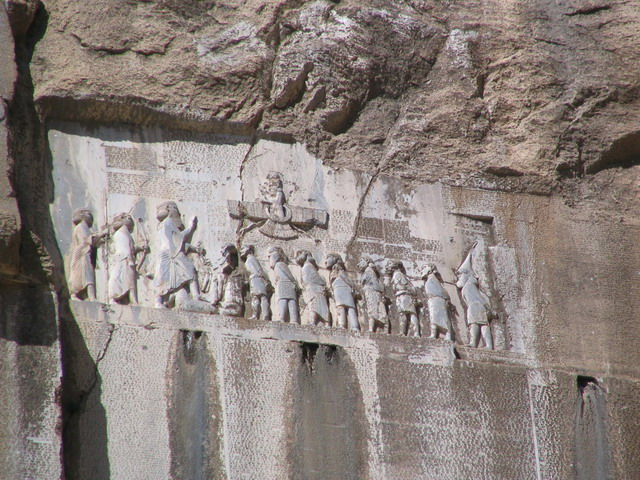
Faravahar boven de Behistuninscriptie van Dareios I (522–486)